# Frankfurter Rundschau
La Frankfurter Rundschau est un quotidien allemand de langue allemande publié à Francfort au format tabloïd et disposant d'une diffusion nationale. Le journal a déposé son bilan le 12 novembre 2012, avant d'être racheté par le Frankfurter Allgemeine Zeitung et la Frankfurter Societät (éditeur du Frankfurter Neue Presse) en 2013.

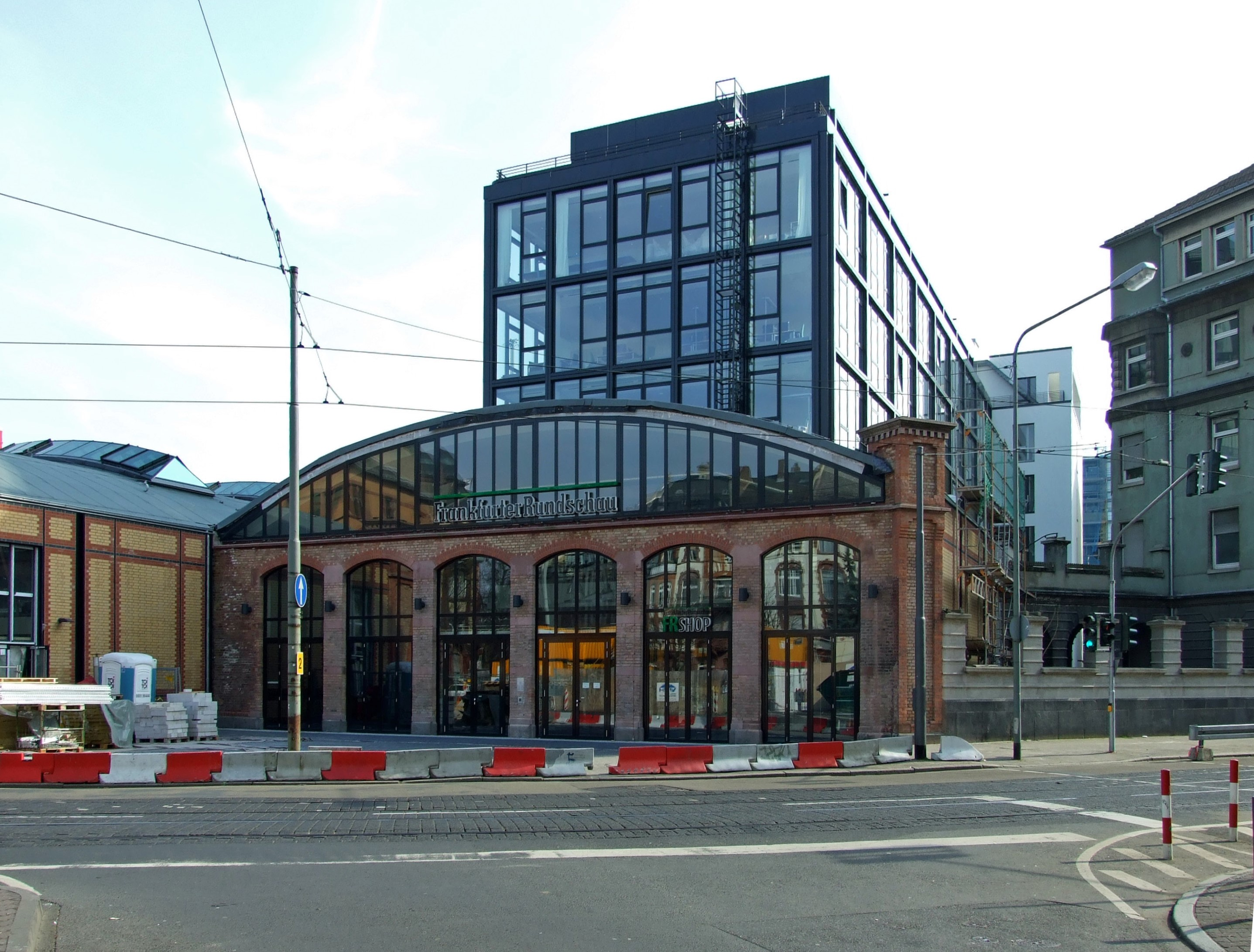
Rédaction.